# Augustenborg, Malmö
Augustenborg är ett bostadsområde i Malmö.
Augustenborg avgränsas i norr av Lönngatan (stadsdelen Lönngården), i väster av Lantmannagatan (Södra Sofielund), i söder av Ystadvägen (Almhög) och i öster av Kontinentalbanan (Hindby). 
Området kan vara uppkallat efter August Thomas Löhr, som köpte en gård här 1811. Alternativt kommer namnet från Augustenborgs slott i Danmark.

## Historia
Augustenborg började byggas 1948 och stod klart 1952. Då fanns det cirka 1 800 lägenheter och omkring 5 600 boende. De flesta var arbetarfamiljer med barn.
Det var Malmös nye stadsplanechef Gunnar Lindman som lade grunden för hur Augustenborg skulle byggas. Planarbetet hade dock påbörjats av hans företrädare Erik Bülow-Hübe. Svenska stadsplanerare var vid den här tiden inspirerade av engelska och amerikanska idéer om grannskapsenheter (på engelska kallade "neighbourhood units"). En sådan enhet skulle vara som "en stad i staden" med ett utbud av kommersiell och social service, skola, park, torg med olika affärer som dagligvarubutik, post, bank, blomsterhandel, tobaksaffär, frisör med mera. I Augustenborg fanns även en liten teaterscen som kunde användas fritt, och på kvartersbion visades det film. Man hade till och med egen brandstation och tvättcentral.
Bostadsområdet uppfördes i det närmaste helt och hållet av MKB och ritades av Svenska Riksbyggen Arkitektkontor. Området fick höga, ganska tätt placerade huskroppar med sparsmakat utformade detaljer. Fasaderna var i puts eller tegel och taken var traditionella sadeltak på de fyra olika hustyperna.
Man förutsåg i planeringen bilens intåg i Malmö. Garage byggdes i husens källarplan och man eftersträvade bilfria gårdsmiljöer. Man missbedömde dock den oerhörda expansionen av bilar och bara några år senare fick man bygga nya garage i fler källarplan. För dem som inte hade bil gick spårvagnen in till stan var sjätte minut och det fanns en buss som gick var tjugonde minut.
Vid Ystadvägen ligger Augustenborgsskolan (F-9), den byggdes 1956 och ritades av arkitekten Sture Frölén, på skolan går idag cirka 800 elever. På andra sidan Augustenborgsparken finns Augustenborgs förskola.
Området invigdes med en fest. I och med bostadsbristen som fanns på 1950-talet var allmänheten väldigt positiv till området. Det talades om att "bättre organiserat bostadsområde finns inte i hela Sveriges land" och "måtte alla trivas väl på Augustenborg". Området fick så pass god respons att det snart byggdes liknande områden. Dessa utformades också av Gunnar Lindman, bland annat Mellanheden och Persborg har samma grundtanke.

## Ekostaden Augustenborg
Den 18 mars 1998 startade projektet Ekostaden Augustenborg som gick ut på att göra Augustenborg till ett mer socialt, ekonomiskt och ekologiskt hållbart bostadsområde. Projektet finansierades av investeringsprogrammet för ekologisk omställning. Projektet har utvecklats i ett samarbete med MKB, Stadsförvalningen Fosie, ISS Landscaping som då var en del av ISS Facility Services och de boende i området. Upp till en femtedel av de boende i området har hjälpt till i dialogmöten angående projektet. Ett av huvudmålen med projektet var just att de boende i Augustenborg skulle vara med så mycket som möjligt i både idéfasen och själva genomförandet av projektet.

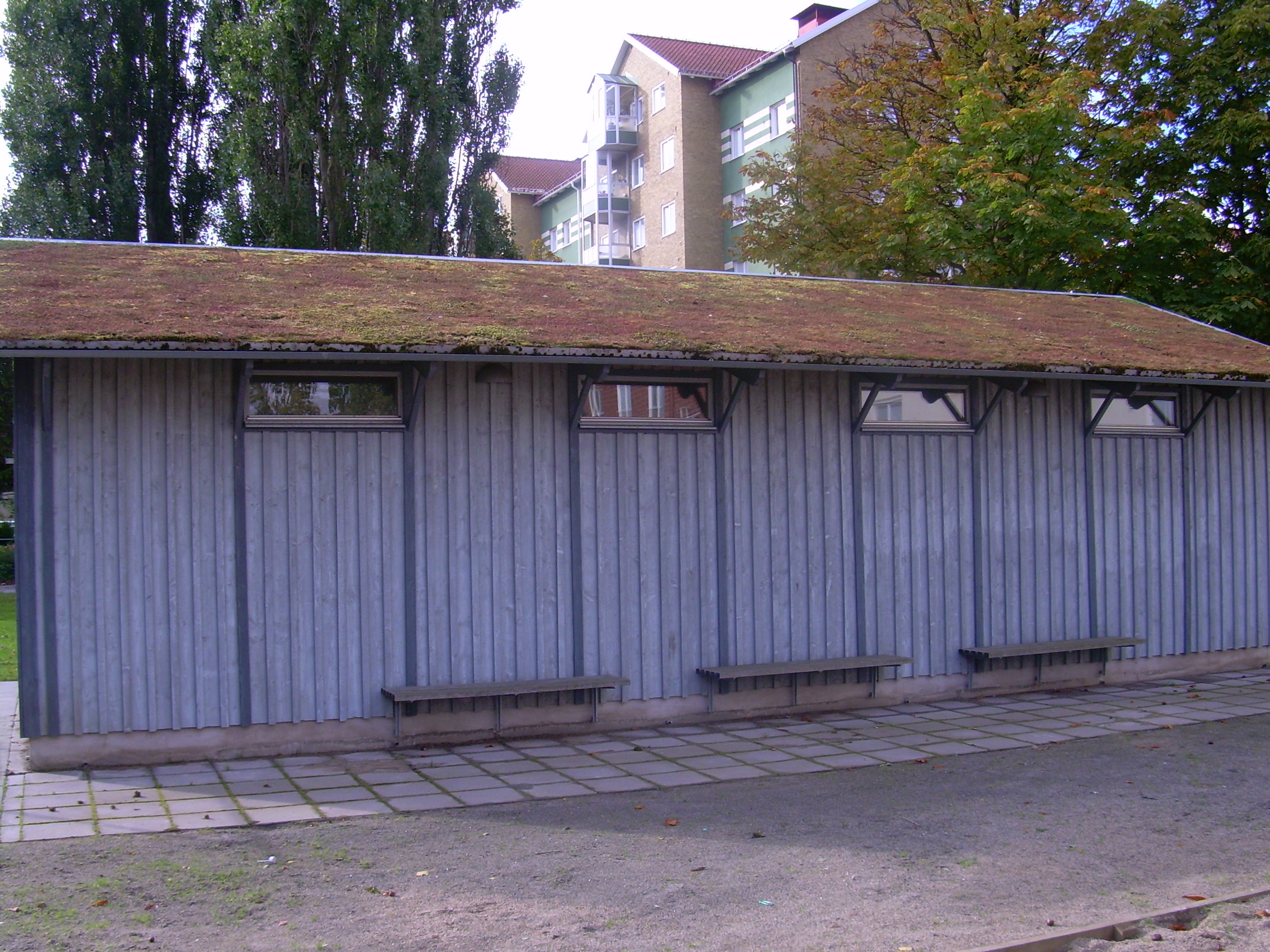
Miljöhus på Augustenborg med "grönt tak"

Projektets resultat blev bland annat att det nu finns 15 så kallade miljöhus där alla hushålls källsortering sker. Man har inte längre sopnedkast utan använder endast miljöhusen som finns på gårdarna runt om i Augustenborg. I miljöhusen sorterar man papper, glas, kartong, metall, batterier och plast. Man har även olika kompostmaskiner där allt organiskt avfall sorteras. Komposten är av hög kvalitet och används bland annat för plantering i området. En C-uppsats i miljövetenskap vid Malmö högskola visar att de boendes miljömedvetenhet ökat tack vare miljöhusen. I dagsläget beräknar man att man återvinner, återbrukar, eller komposterar 70 % av avfallet i husen.
Det har planterats fler träd och buskar i området. Flera av taken i Augustenborg har blivit täckta med mossa och fetbladsväxter vilket har lett till mer grönska i området. Det största "gröna taket" i Augustenborg ligger på kommuntekniks område vid Ystadvägen och järnvägen. Den så kallade botaniska trädgården är 9000 kvadratmeter stor och täcker nästan helt Kommuntekniks byggnader, och är den första i sitt slag. Upp till 50 % av regnvattnet som faller på taken kan magasineras i de olika skikten. Det ger också isolering och skydd för taken. Samtidigt ökar det den biologiska mångfalden med upp till 50 % i hela området, beräknar biologer. Byggexperter från Japan och USA har varit på besök, och förskolebarn har blivit inbjudna.

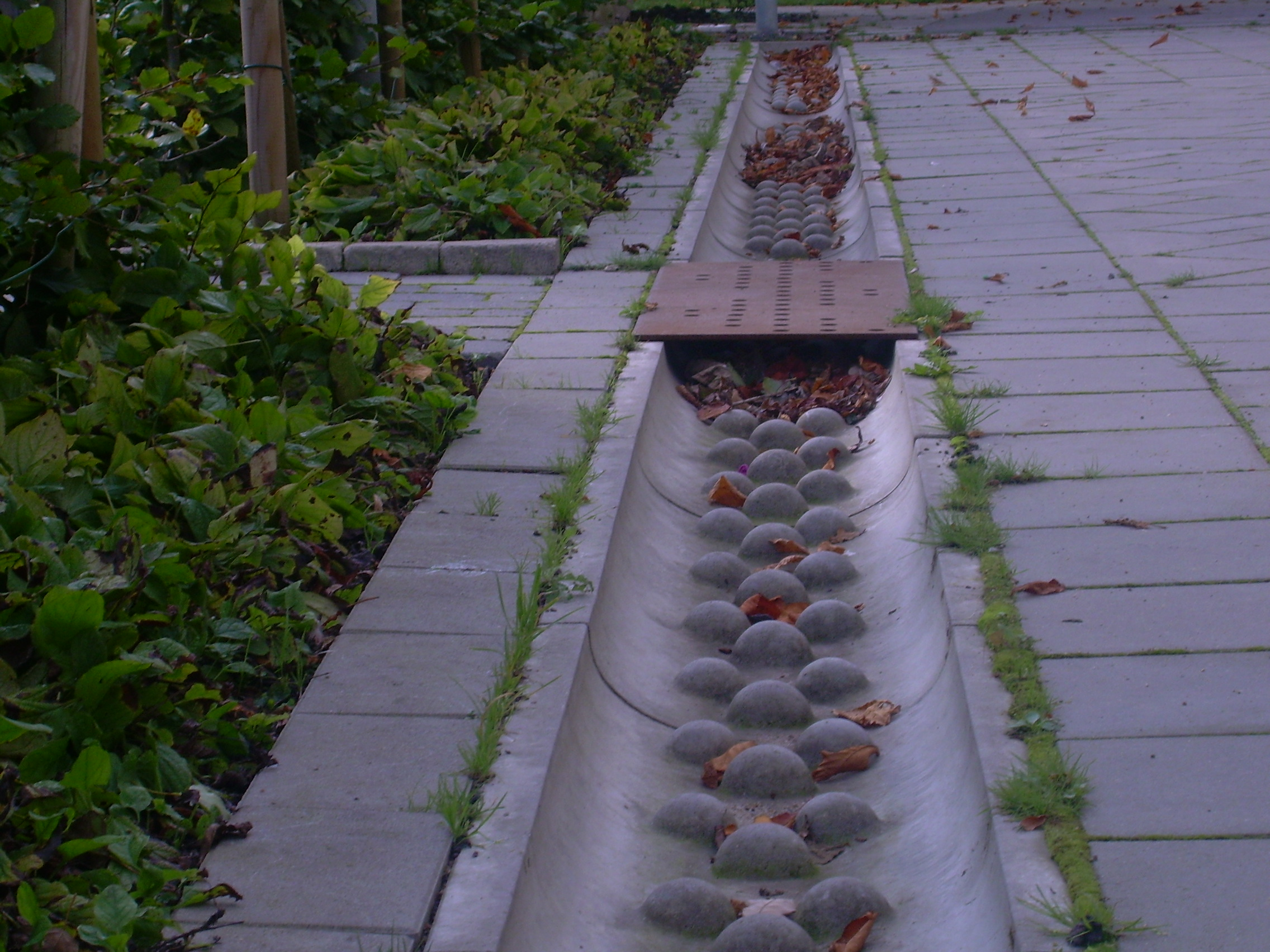
En liten kanal som ingår i dagvattensystemet på Augustenborg

Man hade tidigare stora problem med översvämningar och löste detta genom att anlägga ett nytt dagvattensystem. Morten Ovesen, en snickare med vattenforskning som intresse, som även bor i området, har varit med och utformat detta. Dagvattensystemet bygger på att olika kanaler samlar upp regnvatten och leder det till olika dammar i området. Det gör att det kommunala avloppssystemet inte belastas lika hårt. Dessutom har både dammarna och kanalerna blivit en vacker del av miljön i området. Augustenborgs dagvattensystem kan vara en lösning på problemet med den ökade nederbörden på senare år, anser många.
Ett program för "koldioxidbanting" har startats. Grupper med boende och folk som är verksamma i området har bildats för att leva energisnålare och energieffektivare, bland annat med hjälp av miljöanpassade städ- och tvättmetoder.
Den nya offentliga gastankstationen som byggts på Ystadvägen har hjälpt bland annat kommunteknik att kunna använda naturgasdrivna fordon i arbetet. Man använder också el-, etanol- och RME-bilar för att minska utsläppen.
Kommunen och MKB har i ett samarbete med Sydkraft och Malmö högskola försökt använda förnyelsebar energi i området, efter initiativ från de boende i Augustenborg. Man har installerat 450 kvadratmeter solfångare för varmvattenproduktion på Kommuntekniks område. I samarbete med LTH har man även satt upp solcellsanläggningar för elproduktion över fönsterna på den sydliga sidan av kommuntekniks byggnad, som också används som solskydd för fönsterna.
I parken har man i en av fotbollsplanerna lagt in slingor som under sommarhalvåret används för att utvinna värme ur marken. På vintern används de för att ta ut värmen som finns kvar i marken. Med hjälp av en kylmaskin kan man nu använda fotbollsplanen som skridskobana under vintern. Idén kom från skolbarnen på Augustenborgsskolan, som nu kan åka skridsko på gymnastiklektionerna på vintern.
2012 startades en odlingsgrupp av intresserade privatpersoner och har sedan dess har anordnat en blomsterrabatt på torget och en markodling av grönsaker på slutet av Norra Grängesbergsgatan. Odlingsgruppen har ekonomiskt stöd av MKB och är ytterligare ett exempel på hur det ekologiska tänkandet genomsyrar Augustenborg.